# BVA Cup 2012 (maschile)
La BVA Cup 2012, 5ª edizione della omonima competizione di pallavolo maschile, si è svolta dal 21 al 23 settembre 2012: al torneo hanno partecipato tre squadre di club afferenti alla BVA e la vittoria finale è andata per la seconda volta all'İstanbul BB.

## Regolamento

### Formula
La formula ha previsto un girone all'italiana.

### Criteri di classifica
Sono stati assegnati 2 punti alla squadra vincente e 1 a quella sconfitta.
L'ordine del posizionamento in classifica è stato definito in base a:
- Punti;
- Ratio dei set vinti/persi;
- Ratio dei punti realizzati/subiti;
- Risultati degli scontri diretti.

## Squadre partecipanti
- Baia Mare
- Partizan
- İstanbul BB

## Torneo

### Risultati
| 21 settembre 2012 Sala polivalentă Lascăr Pană, Baia Mare Durata: ? - Spettatori: ? | İstanbul BB | 3 - 1 | Partizan    | 25-19, 25-20, 22-25, 25-19       |
| 22 settembre 2012 Sala polivalentă Lascăr Pană, Baia Mare Durata: ? - Spettatori: ? | Partizan    | 3 - 2 | Baia Mare   | 20-25, 20-25, 25-23, 25-16, 15-9 |
| 23 settembre 2012 Sala polivalentă Lascăr Pană, Baia Mare Durata: ? - Spettatori: ? | Baia Mare   | 0 - 3 | İstanbul BB | 18-25, 16-25, 16-25              |

### Classifica
| Pos. | Squadra     | Pt | G | V | P | SV | SP | Ratio | PF  | PS  | Ratio |
| ---- | ----------- | -- | - | - | - | -- | -- | ----- | --- | --- | ----- |
| 1.   | İstanbul BB | 6  | 2 | 2 | 0 | 6  | 1  | 6,000 | 172 | 133 | 1,293 |
| 2.   | Partizan    | 2  | 2 | 1 | 1 | 4  | 5  | 0,800 | 188 | 195 | 0,964 |
| 3.   | Baia Mare   | 1  | 2 | 0 | 2 | 2  | 6  | 0,333 | 148 | 180 | 0,822 |

## Classifica finale
| Pos | Squadra     | Qualificazione        |
| --- | ----------- | --------------------- |
|     | İstanbul BB | Challenge Cup 2012-13 |
| 2   | Partizan    |                       |
| 3   | Baia Mare   |                       |